# Madiswil
Madiswil – gmina (niem. Einwohnergemeinde) w Szwajcarii, w kantonie Berno, w regionie administracyjnym Emmental-Oberaargau, w okręgu Oberaargau. 1 stycznia 2007 do gminy przyłączono gminę Gutenburg, a 1 stycznia 2011 gminy Kleindietwil oraz Leimiswil.

## Demografia
W Madiswil mieszka 3335 osób. W 2020 roku 5,5% populacji gminy stanowiły osoby urodzone poza Szwajcarią.

## Transport
Przez teren gminy przebiegają drogi główne nr 229 i nr 244.